# Luisa Morgantini
Luisa Morgantini (ur. 5 listopada 1940 w Villadossola) – włoska polityk, działaczka związkowa i społeczna, eurodeputowana w latach 1999–2009.

## Życiorys
Była pracownikiem socjalnym, kształciła się w Ruskin College w zakresie socjologii i ekonomii. Od 1974 do 1985 pracowała w mediolańskim oddziale federacji metalowców (Federazione Lavoratori Metalmeccanici). Kontynuowała swoją działalność związkową w centrali FLM, odpowiadając za kontakty międzynarodowe. Przez kilkanaście lat była obserwatorem wyborczym z ramienia OBWE. Zaangażowana w działalność licznych organizacji pozarządowych, brała udział w projektach pomocowych dla państw Afryki, Azji, Ameryki Łacińskiej. Od 1982 wspierała działania pokojowe na Bliskim Wschodzie, zwłaszcza w ramach konfliktu izraelsko-palestyńskiego. Została krajowym rzecznikiem Włoskiego Stowarzyszenia dla Pokoju i współzałożycielką pacyfistycznej organizacji Kobiety w Czerni.
W 1999 i 2004 była wybierana do Parlamentu Europejskiego z listy Odrodzenia Komunistycznego. Zasiadała w grupie Zjednoczonej Lewicy Europejskiej i Nordyckiej Zielonej Lewicy. Brała udział m.in. w pracach Komisji Rozwoju (w latach 2004–2007 jako jej przewodnicząca), a także Podkomisji Praw Człowieka. Od 2007 do 2009 pełniła funkcję wiceprzewodniczącej Europarlamentu.